# Choccolocco
Choccolocco es un lugar designado por el censo ubicado en el condado de Calhoun en el estado estadounidense de Alabama. En el año 2010 tenía una población de 2804 habitantes.

## Geografía
Choccolocco se encuentra ubicado en las coordenadas 33°39′33″N 85°42′13″O / 33.65917, -85.70361.